# Robert Garbe
Robert Hermann Garbe (né le 9 janvier 1847 à Oppeln, mort le 23 mai 1932 à Berlin) est surtout connu comme constructeur de locomotives pour les chemins de fer de l'État prussien (KPEV) à partir de 1895.

## Formation
Après avoir appris dans l'entreprise paternelle le métier de serrurier, il entreprit des études à l'école technique de Breslau. Séduit rapidement par le développement des techniques ferroviaires, il travailla aux ateliers centraux des chemins de fer de Haute-Silésie et y passa en 1867 l'examen de conducteur de locomotive. Il termina brillamment ses études en 1872 à l'académie royale de commerce de Prusse à Berlin.

## Direction des chemins de fer prussiens
Robert Garbe pris la fonction de chef de l'atelier central ferroviaire à Francfort-sur-l'Oder. Le ministère lui confia en 1877, la direction de l'atelier principal de Berlin-Rummelsburg. En 1895, Robert Garbe devint simultanément membre de la direction des chemins de fer prussiens (KPEV) à Berlin et chef de service de conception et d'achat des locomotives. En cette qualité, lui incombait aussi la présidence de la commission qui devait proposer au ministère des travaux publics les locomotives à acquérir.

## Son influence
Les locomotives développées conformément aux directives-cadres données par Robert Garbe se sont surtout distinguées par de bonnes performances avec une méthode de construction simple. Son objectif n'était pas de développer des machines obtenant des rendements maxima, mais plutôt de rechercher une fiabilité et une simplicité d'entretien. Ce schéma de principe fut mis en pratique jusqu'à sa retraite en 1912, et permit de mettre au point au total 13 types de locomotives à vapeur saturé pour toutes les utilisations importantes. Les principes de construction de Robert Garbe se sont si largement répandus qu'ils ont été appliqués longtemps encore après son départ à la retraite.
Les principes de Garbe sont symbolisés dans une large mesure par les Locomotives P8. Construites à 3948 exemplaires (y compris les machines construites en Roumanie), elles restèrent en service jusqu'à la fin de l'ère de la vapeur autour des années 1972-1974 sur les lignes allemandes.
L'introduction généralisée de la « surchauffe » est à mettre au profit de l'action de Robert Garbe. Il fut en revanche opposé de tout temps aux principes du « compoundage » jugeant cette technique trop compliquée et coûteuse au regard des rendements obtenus par rapport à la surchauffe.

## Source
- (de) Cet article est partiellement ou en totalité issu de l’article de Wikipédia en allemand intitulé « Robert Garbe (Ingenieur) » (voir la liste des auteurs).